# Calycopteris
Calycopteris és un gènere de plantes que conté tres espècies dins la família Combretaceae.
El gènere va ser descrit per Jean-Baptiste Lamarck i publicat a Tableau Encyclopédique et Methodique ... Botanique 1:, t. 357. 1793.

## Espècies acceptades
Acceptades fins a juliol de 2011: 
- Calycopteris floribunda (Roxb.) Lam.
- Calycopteris joan Siebold
- Calycopteris nutans Kurz